# Julian May
Pour les articles homonymes, voir May.
Œuvres principales
- La Saga des exilés
- Cycle du Trillium

Julian May, née le 10 juillet 1931 à Chicago et morte le 17 octobre 2017 à Bellevue, Washington, est une écrivaine américaine de fantasy et de science-fiction, dont l'œuvre principale est la tétralogie de La Saga des exilés  (titre original : Saga of Pliocene Exile).

## Biographie
Julian May, surnommée Judy, est la fille de Matthew M. May (de son vrai nom  Majewski) et de Julia Feilen May.
Elle commence à publier dans Thrilling Wonder Stories & Astounding Stories.
Elle devient membre du Fandom de la science-fiction.
Son mari est l'éditeur et anthologiste de science-fiction T. E. Dikty (en) (1920–1991).
Julian May meurt le 17 octobre 2017 à Bellevue, Washington.

## Œuvres

### La Saga des exilés
1. (en) The Many-Colored Land, 1981
  1. Le Pays multicolore, Temps futur, coll. « Space-fiction », 1983  (ISBN 2866070399)
  2. Les Conquérants du Pliocène, Temps futur, coll. « Space-fiction », 1983  (ISBN 2866070445)
2. Le Torque d'or, J'ai lu, 1999 ((en) The Golden Torc, 1982)  (ISBN 2290050237)
3. (en) The Nonborn King, 1983
4. (en) The Adversary, 1984

### Le Cycle du Trillium
- Les Trois Amazones coécrit avec Marion Zimmer Bradley et Andre Norton
- Le Talisman écarlate coécrit avec Marion Zimmer Bradley
- Le Trillium céleste coécrit avec Marion Zimmer Bradley

D'autres livres n'ont pas été traduits en français :
- Dune Roller (1951) (Astounding Stories)
- Robots and Thinking Machines (1961)
- The Gazeteer of the Hyborian World of Conan (1977) Conan le Barbare
- Buck Rogers (comics)
- Isaac Asimov Presents The Great SF Stories 13 (Anthologie) 1985
- Intervention (1987) série
- Galactic Milieu (1987) série
- The Rampart Worlds (1998) série
- Boreal Moon (2004) série

Elle a également publié 250 histoires pour enfants sous son nom ou sous divers pseudonymes.

## Autre média
- 1952 : Tales of Tomorrow (série tv) saison 1 épisode 15 "The Dune Roller"